# Stefan Henze
Stefan Henze (3. května 1981 Halle/Saale, Východní Německo – 15. srpna 2016 Rio de Janeiro, Brazílie) byl německý vodní slalomář, kanoista závodící v kategorii C2. Jeho partnerem v lodi byl Marcus Becker.
V roce 2003 vyhrál individuální závod C2 na mistrovství světa. V následujících letech získal další světové medaile, čtyři stříbra (C2 – 2006; C2 družstva – 2003, 2006, 2009) a jeden bronz (C2 – 2005). Z evropských šampionátů si přivezl cenné kovy ze závodů hlídek, jedno zlato (2008) a dvě stříbra (2005, 2011). Na Letních olympijských hrách 2004 vybojoval v závodě C2 stříbrnou medaili.
Po skončení aktivní sportovní kariéry působil jako trenér německých vodních slalomářů. Na Letních olympijských hrách v Riu de Janeiru utrpěl při autonehodě dne 12. srpna 2016 těžké zranění mozku, na jehož následky o tři dny později zemřel.